# Mythopoeic Award
Der Mythopoeic Award ist ein Literaturpreis, der seit 1971 für englischsprachige Werke aus dem Bereich der Phantastik verliehen wird. Schwerpunkt ist dabei High Fantasy in der Art von J. R. R. Tolkien und der anderen als Inklings bekannten Autoren, neben Tolkien namentlich C. S. Lewis, Charles Williams und Owen Barfield. Der Name Mythopoeic Award bezieht sich auf Mythopoesis, also Mythenschöpfung als literarisches Element, wie sie vor allem für die Werke Tolkiens kennzeichnend ist.
Der Preis wird von der Mythopoeic Society verliehen, einer internationalen literarischen-wissenschaftlichen Vereinigung mit Sitz in Wichita, Kansas. Auszuzeichnende Werke werden von Mitgliedern der Mythopoeic Society nominiert und die Preisträger von einem aus Mitgliedern bestehenden Komitee gewählt. Die Preise werden bei der Mythcon, der jährlich im Juli oder August stattfindenden Versammlung der Mythopoeic Society verliehen.

## Kategorien
Die Preise werden in vier Kategorien verliehen, nämlich:
- Adult Literature: Im vorhergehenden Jahr erschienene Fantasy-Romane oder -Sammlungen im Geist der Inklings. Finalisten können auch im folgenden Jahre ausgezeichnet werden. Einzelbände eines Zyklus können ausgezeichnet werden, wenn sie in sich abgeschlossen sind, bzw. kann im Jahr nach Erscheinen des letzten Bandes eines Zyklus dieser insgesamt ausgezeichnet werden.
- Children’s Literature: Fantasy für Kinder und Jugendliche bis 13 Jahre in der Tradition des Hobbit und der Chroniken von Narnia. Ansonsten gelten dieselben Regeln wie für Adult Literature.
- Inklings Studies: Sekundärliteratur, die sich mit den Inklings, ihren Werken und ihrem literarischen Umfeld befasst. Das Werk muss in den letzten drei Jahren erschienen sein.
- Myth and Fantasy Studies: Mythologische und volkskundliche Monographien, literatur- und wirkungsgeschichtliche Arbeiten zu Phantastik und Fantasy, phantastische Literatur. Das Werk muss in den letzten drei Jahren erschienen sein.

Vor 1992 wurde meist jährlich in den Kategorien Fantasy(-Roman) und Scholarship/Inklings verliehen. Scholarship/Inklings entsprach weitgehend der jetzigen Kategorie Inklings Studies, wurde aber auch mehrfach nicht für konkrete Werke, sondern an im Gebiet der Inkling-Forschung verdiente Personen verliehen.
Außerdem wird seit 2010 der Alexei Kondratiev Award für studentische Arbeiten aus dem Bereich Inklings/Myth and Fantasy Studies verliehen.

## Liste der Preisträger
2021
- Adult Literature: T. J. Klune, The House in the Cerulean Sea
- Children’s Literature: T. Kingfisher,  A Wizard’s Guide to Defensive Baking
- Inklings Studies: John M. Bowers, Tolkien’s Lost Chaucer
- Myth and Fantasy Studies: Anna Vaninskaya, Fantasies of Time and Death: Dunsany, Eddison, Tolkien
- Alexei Kondratiev Award: Sofia Parrila, All Worthy Things: The Personhood of Nature in J.R.R. Tolkien’s Legendarium

2020
- Adult Literature: Theodora Goss, Snow White Learns Witchcraft
- Children’s Literature: Yoon Ha Lee,  Dragon Pearl
- Inklings Studies: Amy Amendt-Raduege, The Sweet and the Bitter: Death and Dying in J.R.R. Tolkien’s The Lord of the Rings
- Myth and Fantasy Studies: James Gifford, A Modernist Fantasy: Modernism, Anarchism, and the Radical Fantastic
- Alexei Kondratiev Award: Nicht vergeben

2019
- Adult Literature: Naomi Novik, Spinning Silver
- Children’s Literature: Wendy Mass & Rebecca Stead, Bob
- Inklings Studies: Verlyn Flieger, There Would Always Be a Fairy Tale: More Essays on Tolkien
- Myth and Fantasy Studies: Dimitra Fimi, Celtic Myth in Contemporary Children's Fantasy: Identity, Ideology, Idealization
- Alexei Kondratiev Award: Sarah O’Dell, An Unexpected Poet: The Creative Works of Dr. Robert E. Havard

2018
- Adult Literature: John Crowley, Ka: Dar Oakley in the Ruin of Ymr
- Children’s Literature: Garth Nix, Frogkisser!
- Inklings Studies: Sørina Higgins, The Inklings and King Arthur: J. R. R. Tolkien, Charles Williams, C. S. Lewis, and Owen Barfield on the Matter of Britain
- Myth and Fantasy Studies: Michael Levy & Farah Mendlesohn, Children’s Fantasy Literature: An Introduction
- Alexei Kondratiev Award: Megan Fontenot, ‚No Pagan Ever Loved his God‘: Tolkien, Thompson, and the Beautification of the Gods.

2017
- Adult Literature: Patricia A. McKillip, Kingfisher
- Children’s Literature: Adam Gidwitz, The Inquisitor’s Tale: Or, The Three Magical Children and their Holy Dog
- Inklings Studies: Philip Zaleski & Carol Zaleski, The Fellowship: The Literary Lives of J. R. R. Tolkien, C. S. Lewis, Owen Barfield, Charles Williams
- Myth and Fantasy Studies: Richard Firth Green, Elf Queens and Holy Friars: Fairy Beliefs and the Medieval Church
- Alexei Kondratiev Award: Brittani Ivan, Countries of the Mind: The Mundane, the Fantastic, and Reality in the Landscapes of Diana Wynne Jones’s Hexwood and Garth Nix’s Old Kingdom Series. In: Mythlore. Band 36, Nr. 1 (131).

2016
- Adult Literature: Naomi Novik, Uprooted
- Children’s Literature: Ursula Vernon, Castle Hangnail
- Inklings Studies: Grevel Lindop, Charles Williams: The Third Inkling
- Myth and Fantasy Studies: Jamie Williamson, The Evolution of Modern Fantasy: From Antiquarianism to the Ballantine Adult Fantasy Series
- Alexei Kondratiev Award: Megan B. Abrahamson, Ferumbras, Feirefiz, and Finn: Motifs of the Converted Saracen in The Sultan of Babylon, Parzival, and Star Wars: The Force Awakens.

2015
- Adult Literature: Sarah Avery, Tales from Rugosa Coven
- Children’s Literature: Natalie Lloyd, A Snicker of Magic
- Inklings Studies: Robert Boenig, C.S. Lewis and the Middle Ages
- Myth and Fantasy Studies: Brian Attebery, Stories About Stories: Fantasy and the Remaking of Myth
- Alexei Kondratiev Award 2015: Nicht verliehen

2014
- Adult Literature: Helene Wecker, The Golem and the Jinni
- Children’s Literature: Holly Black, Doll Bones
- Inklings Studies: Jason Fisher (Hrsg.) Tolkien and the Study of His Sources: Critical Essays
- Myth and Fantasy Studies: G. Ronald Murphy, Tree of Salvation: Yggdrasil and the Cross in the North
- Alexei Kondratiev Award: Dominic J. Nardi, The Law of the Rings: Reevaluating Politics in J.R.R. Tolkien’s Middle-earth.

2013
- Adult Literature: Ursula Vernon, Digger (Bände 1 bis 6)
- Children’s Literature: Sarah Beth Durst, Vessel
- Inklings Studies: Verlyn Flieger, Green Suns and Faërie: Essays on J.R.R. Tolkien
- Myth and Fantasy Studies: Nancy Marie Brown, Song of the Vikings: Snorri and the Making of Norse Myths
- Alexei Kondratiev Award: Megan B. Abrahamson, J.R.R. Tolkien, Fanfiction, and the ‚Freedom of the Reader‘. In: Mythlore. Band 32, Nr. 1 (123).

2012
- Adult Literature: Lisa Goldstein, The Uncertain Places
- Children’s Literature: Delia Sherman, The Freedom Maze
- Inklings Studies: Carl Phelpstead, Tolkien and Wales: Language, Literature and Identity
- Myth and Fantasy Studies: Jack Zipes, The Enchanted Screen: The Unknown History of Fairy-Tale Films
- Alexei Kondratiev Award: Alyssa House-Thomas, The Wondrous Orientalism of Lord Dunsany.

2011
- Adult Literature: Karen Lord, Redemption in Indigo
- Children’s Literature: Megan Whalen Turner, The Queen’s Thief series: The Thief, The Queen of Attolia, The King of Attolia, and A Conspiracy of Kings
- Inklings Studies: Michael Ward, Planet Narnia: The Seven Heavens in the Imagination of C.S. Lewis
- Myth and Fantasy Studies: Caroline Sumpter, The Victorian Press and the Fairy Tale
- Alexei Kondratiev Award: Andrew Hallam, Thresholds to Middle-earth: Allegories of Reading, Allegories for Knowledge and Transformation. In: Mythlore. Band 30, Nr. 1/2 (115/116)

2010
- Adult Literature: Jo Walton, Lifelode
- Children’s Literature: Grace Lin, Where the Mountain Meets the Moon
- Inklings Studies: Dimitra Fimi, Tolkien, Race and Cultural History: From Fairies to Hobbits
- Myth and Fantasy Studies: Marek Oziewicz, One Earth, One People: The Mythopoeic Fantasy Series of Ursula K. Le Guin, Lloyd Alexander, Madeleine L’Engle and Orson Scott Card
- Alexei Kondratiev Award: Michael Milburn, Art According to Romantic Theology: Charles Williams’s Analysis of Dante Adapted to J.R.R. Tolkien’s ‚Leaf by Niggle‘. In: Mythlore. Band 29, Nr. 3/4 (113/114).

2009
- Adult Literature: Carol Berg, Flesh and Spirit and Breath and Bone
- Children’s Literature: Kristin Cashore, Graceling
- Inklings Studies: John D. Rateliff, The History of the Hobbit, Part One, Mr Baggins; Part Two, Return to Bag-End
- Myth and Fantasy Studies: Charles Butler, Four British Fantasists: Place and Culture in the Children’s Fantasies of Penelope Lively, Alan Garner, Diana Wynne Jones, and Susan Cooper

2008
- Adult Literature: Catherynne M. Valente, Orphan’s Tales: In the Night Garden; In the Cities of Coin and Spice
- Children’s Literature: J. K. Rowling, The Harry Potter Series
- Inklings Studies: Diana Pavlac Glyer & David Bratman, The Company They Keep: C.S. Lewis and J.R.R. Tolkien as Writers in Community
- Myth and Fantasy Studies: T. A. Shippey (Hrsg.), The Shadow-Walkers: Jacob Grimm’s Mythology of the Monstrous

2007
- Adult Literature: Patricia A. McKillip, Solstice Wood
- Children’s Literature: Catherine Fisher, Corbenic
- Inklings Studies: Christina Schull & Wayne G. Hammond, The J.R.R. Tolkien Companion and Guide
- Myth and Fantasy Studies: G. Ronald Murphy, Gemstone of Paradise: The Holy Grail in Wolfram’s Parzival

2006
- Adult Literature: Neil Gaiman, Anansi Boys
- Children’s Literature: Jonathan Stroud, The Bartimaeus Trilogy: The Amulet of Samarkand; The Golem’s Eye; Ptolemy’s Gate
- Inklings Studies: Wayne G. Hammond & Christina Scull, The Lord of the Rings: A Reader’s Companion
- Myth and Fantasy Studies: Jennifer Schacker, National Dreams: The Remaking of Fairy Tales in Nineteenth-Century England

2005
- Adult Literature: Susanna Clarke, Jonathan Strange & Mr Norrell
- Children’s Literature: Terry Pratchett, A Hat Full of Sky
- Inklings Studies: Janet Brennan Croft, War and the Works of J. R. R. Tolkien
- Myth and Fantasy Studies: Stephen Thomas Knight, Robin Hood: A Mythic Biography

2004
- Adult Literature: Robin McKinley, Sunshine
- Children’s Literature: Clare B. Dunkle, The Hollow Kingdom
- Inklings Studies: John Garth, Tolkien and the Great War: The Threshold of Middle-earth
- Myth and Fantasy Studies: John Shelton Lawrence & Robert Jewett, The Myth of the American Superhero

2003
- Adult Literature: Patricia A. McKillip, Ombria in Shadow
- Children’s Literature: Michael Chabon, Summerland
- Inklings Studies: J. R. R. Tolkien, hrsgg. Michael D. C. Drout, Beowulf and the Critics
- Myth and Fantasy Studies: Graham Anderson, Fairytale in the Ancient World

2002
- Adult Literature: Lois McMaster Bujold, The Curse of Chalion
- Children’s Literature: Peter Dickinson, The Ropemaker
- Inklings Studies: Verlyn Flieger & Carl F. Hostetter (Hrsg.), Tolkien’s Legendarium: Essays on The History of Middle-earth
- Myth and Fantasy Studies: G. Ronald Murphy, The Owl, the Raven & the Dove: The Religious Meaning of the Grimms’ Magic Fairy Tales

2001
- Adult Literature: Midori Snyder, The Innamorati
- Children’s Literature: Dia Calhoun, Aria of the Sea
- Inklings Studies: Tom Shippey, J.R.R. Tolkien: Author of the Century
- Myth and Fantasy Studies: Alan Lupack & Barbara Tepa Lupack, King Arthur in America

2000
- Adult Literature: Peter S. Beagle, Tamsin
- Children’s Literature: Franny Billingsley, The Folk Keeper
- Inklings Studies: J. R. R. Tolkien, hrsgg. von Wayne G. Hammond & Christina Scull, Roverandom
- Myth and Fantasy Studies: Carole G. Silver, Strange and Secret Peoples: Fairies and Victorian Consciousness

1999
- Adult Literature: Neil Gaiman & Charles Vess, Stardust
- Children’s Literature: Diana Wynne Jones, Dark Lord of Derkholm
- Inklings Studies: Walter Hooper, C.S. Lewis: A Companion and Guide
- Myth and Fantasy Studies: Donna R. White, A Century of Welsh Myth in Children’s Literature

1998
- Adult Literature: A. S. Byatt, The Djinn in the Nightingale’s Eye
- Children’s Literature: Jane Yolen, “Young Merlin”: Passager; Hobby; Merlin
- Scholarship/Inkling: Verlyn Flieger, A Question of Time: J.R.R. Tolkien’s Road to “Faërie”
- Scholarship/Myth: John Clute & John Grant (Hrsg.), The Encyclopedia of Fantasy

1997
- Fantasy: Terri Windling, The Wood Wife
- Scholarship/Inkling: Charles A. Huttar & Peter Schakel (Hrsg.) The Rhetoric of Vision: Essays on Charles Williams
- Scholarship/Myth: Lois Rostow Kuznets, When Toys Come Alive: Narratives of Animation, Metamorphosis, and Development

1996
- Adult Fantasy: Elizabeth Hand, Waking the Moon (revised)
- Children’s Fantasy: Diana Wynne Jones, The Crown of Dalemark
- Scholarship/Inkling: Wayne G. Hammond & Christina Scull, J.R.R. Tolkien: Artist and Illustrator
- Scholarship/Myth: Marina Warner, From the Beast to the Blonde: On Fairy Tales and Their Tellers

1995
- Adult Fantasy: Patricia A. McKillip, Something Rich and Strange
- Children’s Fantasy: Patrice Kindl, Owl in Love
- Scholarship/Inkling: Doris T. Myers, C.S. Lewis in Context
- Scholarship/Myth: James Roy King, Old Tales and New Truths: Charting the Bright-Shadow World

1994
- Adult Fantasy: Delia Sherman, The Porcelain Dove
- Children’s Fantasy: Suzy McKee Charnas, The Kingdom of Kevin Malone
- Scholarship/Inkling: Wayne G. Hammond & Douglas A. Anderson, J.R.R. Tolkien: A Descriptive Bibliography
- Scholarship/Myth: Kath Filmer (Hrsg.), Twentieth-Century Fantasists: Essays on Culture, Society, and Belief in Twentieth-Century Mythopoeic Literature

1993
- Adult Fantasy: Jane Yolen, Briar Rose
- Children’s Fantasy: Debra Doyle & James D. Macdonald, Knight’s Wyrd
- Scholarship/Inkling: David C. Downing, Planets in Peril: A Critical Study of C.S. Lewis’s Ransom Trilogy
- Scholarship/Myth: Brian Attebery, Strategies of Fantasy

1992
- Adult Fantasy: Eleanor Arnason, A Woman of the Iron People
- Children’s Fantasy: Salman Rushdie, Haroun and the Sea of Stories
- Scholarship/Inkling: Peter J. Schakel & Charles A. Huttar (Hrsg.), Word and Story in C.S. Lewis
- Scholarship/Myth: Kath Filmer (Hrsg.), The Victorian Fantasists

1991
- Fantasy: Ellen Kushner, Thomas the Rhymer
- Scholarship/Inkling: George Sayer, Jack: C.S. Lewis and His Times

1990
- Fantasy: Tim Powers, The Stress of Her Regard
- Scholarship/Inkling: J. R. R. Tolkien, Douglas A. Anderson, The Annotated Hobbit

1989
- Fantasy: Michael Bishop, Unicorn Mountain
- Scholarship/Inkling: J. R. R. Tolkien, Christopher Tolkien (Hrsg.), The Return of the Shadow

1988
- Fantasy: Orson Scott Card, Seventh Son
- Scholarship/Inkling: Joe R. Christopher, C. S. Lewis

1987
- Fantasy: Peter S. Beagle, The Folk of the Air
- Scholarship/Inkling: Richard Purtill, J. R. R. Tolkien: Myth, Morality, and Religion

1986
- Fantasy: Barry Hughart, Bridge of Birds
- Scholarship/Inkling: Glen Cavaliero, Charles Williams, Poet of Theology

1985
- Fantasy: Jane Yolen, Cards of Grief
- Scholarship/Inkling: Peter J. Schakel, Reason and Imagination in C.S. Lewis

1984
- Fantasy: Joy Chant, When Voiha Wakes
- Scholarship/Inkling: Tom Shippey, The Road to Middle-earth: How J.R.R. Tolkien Created a New Mythology

1983
- Fantasy: Carol Kendall, The Firelings
- Scholarship/Inkling: Paul F. Ford, Companion to Narnia

1982
- Fantasy: John Crowley, Little, Big
- Scholarship/Inkling: Humphrey Carpenter, The Inklings

1981
- Fantasy: J. R. R. Tolkien, Christopher Tolkien (Hrsg.), Unfinished Tales
- Scholarship/Inkling: Christopher Tolkien

1976
- Scholarship/Inkling: Richard C. West, Tolkien Criticism
- Scholarship/Inkling: Joe R. Christopher & Joan K. Olstling, C.S. Lewis, An Annotated Checklist of Writings About Him and His Works
- Scholarship/Inkling: Lois Glenn, Charles W. S. Williams, A Checklist

1975
- Fantasy: Poul Anderson, A Midsummer Tempest

1974
- Fantasy: Mary Stewart, The Hollow Hills
- Scholarship/Inkling: Kathryn A. Lindskoog, C. S. Lewis, Mere Christian

1973
- Fantasy: Evangeline Walton, The Song of Rhiannon
- Scholarship/Inkling: Paul H. Kocher, Master of Middle-earth

1972
- Fantasy: Joy Chant, Red Moon and Black Mountain
- Scholarship/Inkling: Walter Hooper

1971
- Fantasy: Mary Stewart, The Crystal Cave
- Scholarship/Inkling: Mary McDermott Shideler
- Scholarship/Inkling: C. S. Kilby